# Скотоводческий неолит саванны
Скотоводческий неолит саванны (англ. Savanna Pastoral Neolithic) характеризует кочевые животноводческие культуры Восточной Африки (Кения и Танзания) позднего каменного века. Ранние находки датируются V тыс. до н.э., а поздние достигают эпохи Железного века и классического Средневековья. Помимо животноводства носители этого комплекса культур практиковали рыболовство и изготавливали керамические изделия. Говорили на южнокушитских языках и были связаны с регионом Эфиопии. 